# Третій енергопакет
Третій Енергопакет ЄС — це пакет законів щодо внутрішнього ринку газу та електроенергії у Європейському Союзі. Його мета — більш відкриті газові та енергетичні ринки у Європейському Союзі. Пакет було запропоновано Європейською Комісією у вересні 2007 року та проголосовано у Парламенті Європейського Союзу у липні 2009. Вступив у дію 3 вересня 2009 року.
Основним елементом Третього Енергопакету є анбандлінг власності, що вимагає відокремлення видобувних та збутових підрозділів від транспортних магістралей та створення Національного Регулятора(НР) для кожної країни-члена Європейського Союзу та Агентство взаємодії Енергетичних Регуляторів, що надає форум для взаємодії Національних Регуляторів.

## Енергетичний ринок ЄС
Європейська Комісія та Європейський Парламент бажають досягти цілей Стратегії ЄС 2020 через безпечне, конкурентне, надійне постачання енергії для економіки та суспільства. Належні зміни до законодавства країн-членів ЄС наразі не завершені. Через це третій енергопакет було прийнято 2009 року для пришвидшення інвестицій у енергетичну інфраструктуру, а також для покращення міжнародної торгівлі та доступу до диверсифікованих джерел енергії. На ринках Європейського Союзу досі існує концентрація, при цьому невелика кількість компаній контролює істотну ринкову частку. 3 найбільших енергогенеруючі компанії кожної з країн контролюють більше, ніж дві третини загальної потужності 840.000 МВт. Європейський Союз радить три можливих політики для послаблення ринкового впливу найбільших енергогенеруючих фірм: анбандлінг власності, незалежний оператор системи та незалежний оператор мережі.

## Законодавча база
1. Директива 2009/72/EC, стосовно загальних правил на внутрішньому ринку електроенергії, що замінює директиву 2003/54/EC[1];
2. Директива 2009/73/EC, стосовно загальних правил на внутрішньому ринку газу, що замінює директиву 2003/55/EC[2];
3. Постанова (EC) № 714/2009, стосовно умов для доступу до електромереж для міжнародної торгівлі, що замінює Постанова (EC) № 1228/2003[3];
4. Постанова (EC) № 715/2009, стосовно умов для доступу до газових мереж для міжнародної торгівлі, що замінює Постанова (EC) № 1775/2005[4];
5. Постанова (EC) № 713/2009, затверджене Європейським Парламентом та Комісією 13 липня 2009 про заснування Агентства взаємодії Енергетичних Регуляторів[5].

## Потенційні можливості для країн-членів

### Анбандлінг власності
Анбандлінг власності відстоюється Європейською Комісією та Парламентом. Дана умова має на меті відокремлення генерації (виробництва) електроенергії від її передачі (від електростанції через систему до оператора розподільчої мережі або кінцевого споживача). Метою даного процесу є впевненість у тому, що енергетичний ринок Європейського Союзу не страждає від вертикальної інтеграції.

## Національні Регулятори

### Створення
Розділ IX Директиви 2009/72/EC вимагає від кожної Країни-Члена встановити єдиного Національного Регулятора. Країни-Члени мають забезпечити незалежність регуляторних актів Національного Регулятора від будь-якого впливу держави чи будь-якого іншого публічного чи приватного впливу.
Постановою 713/2009 було започатковано Агентство зі співпраці органів регулювання енергетики (ACER, наступник Рада європейських органів регулювання енергетики). Мета Агентства полягає в тому, щоб допомогти національним регулюючим органам (НРО) виконувати свої обов'язки та, за необхідності, надати засоби для координації їхніх дій .

### Функції
Директиви визначають 8 загальних цілі діяльності Національного Регулятора та 21 спеціальні обов'язки. На додачу до встановлення та погодження тарифів, Національний Регулятор має обов'язки з моніторингу та звітування, обов'язок щодо розкриття інформації, право проводити власні розслідування, а також силу примусу для здійснення покладених на Національного регулятора завдань.

### Агентство із взаємодії Енергетичних Регуляторів
Постанова 713/2009 засновує Агентство із взаємодії Енергетичних Регуляторів. Ціллю агентства є допомагати Національним Регуляторам виконувати покладені на них обов'язки та надавати засоби для координації їх дій в разі необхідності.

## Див також
- ENTSO-G
- ENTSO-E